# Comtat de Jõgeva
El comtat de Jõgeva  (estonià  Jõgevamaa) és un dels comtats en què es divideix Estònia. La seva capital és Jõgeva. Segons cens de 2021 compta amb una població de 27.858 habitants distribuïts en una superfície de 2,545 km2.

## Govern Comtat
El govern del comtat (estonià: Maakonnavalitsus) és dirigit per un governador (estonià: maavanem), qui és nomenat pel govern d'Estònia per un termini de cinc anys.

## Municipis
El comtat se sotsdivideix en municipalitats. Hi ha 3 municipis urbans (estonià: linn - ciutat) i 9 municipis rurals (estonià: vallad - comunes) al comtat.

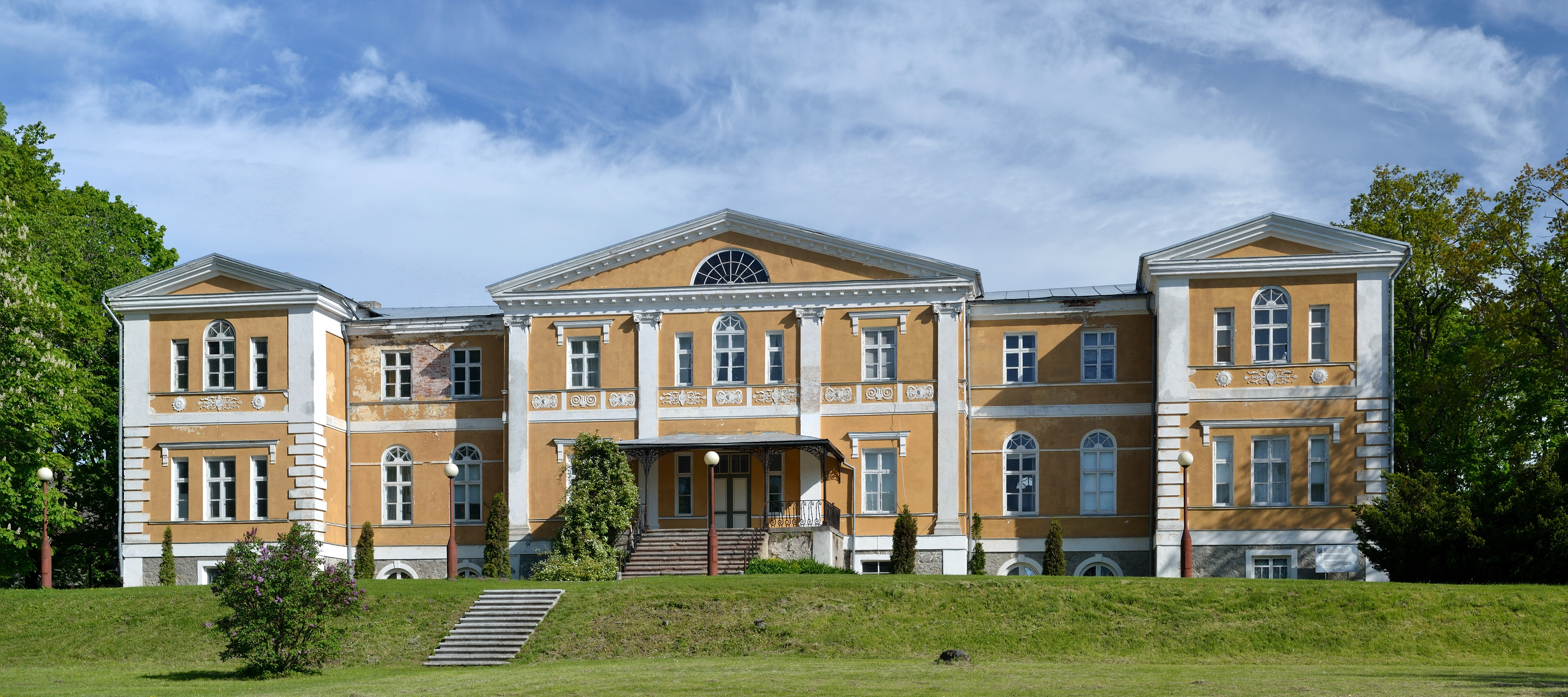
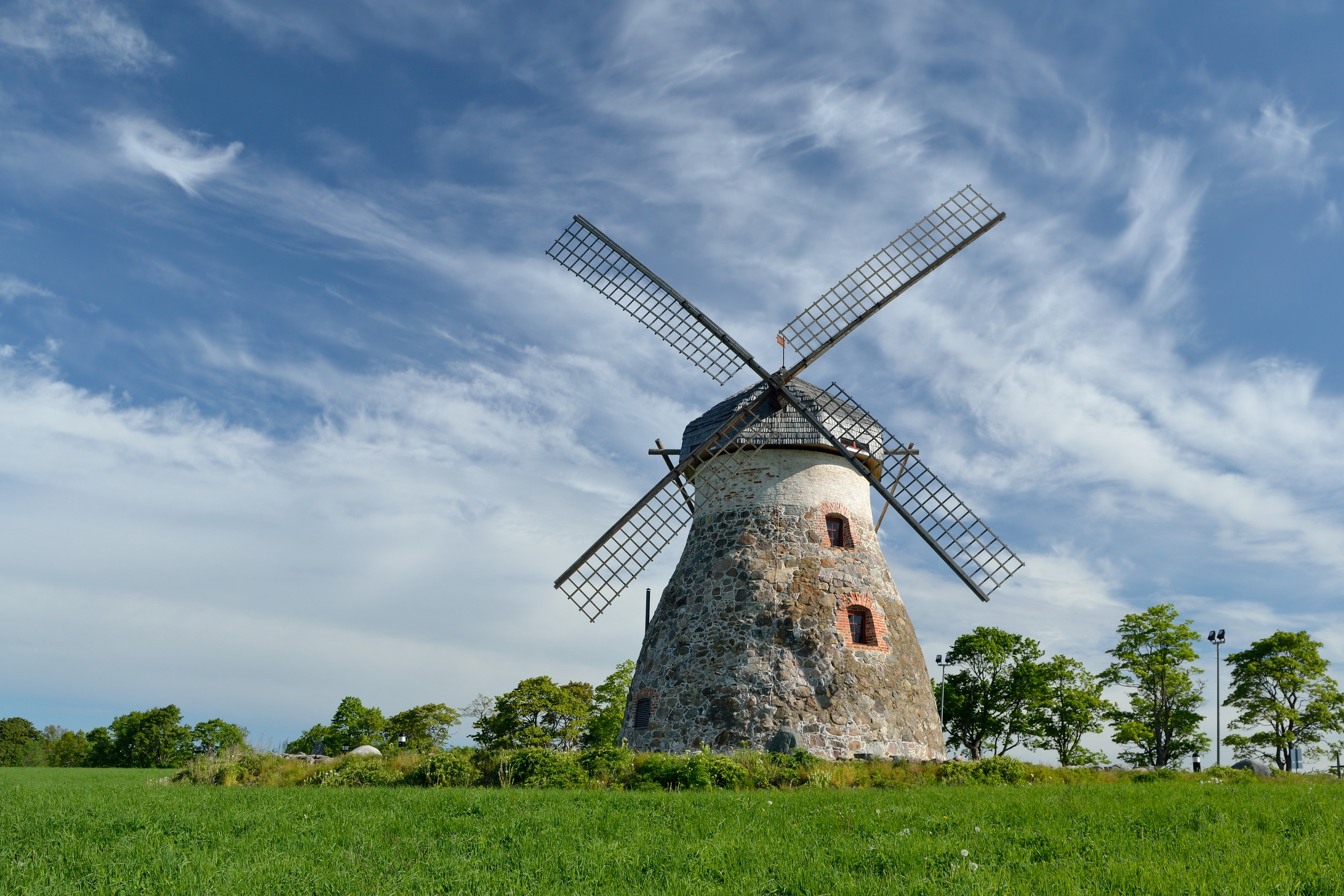
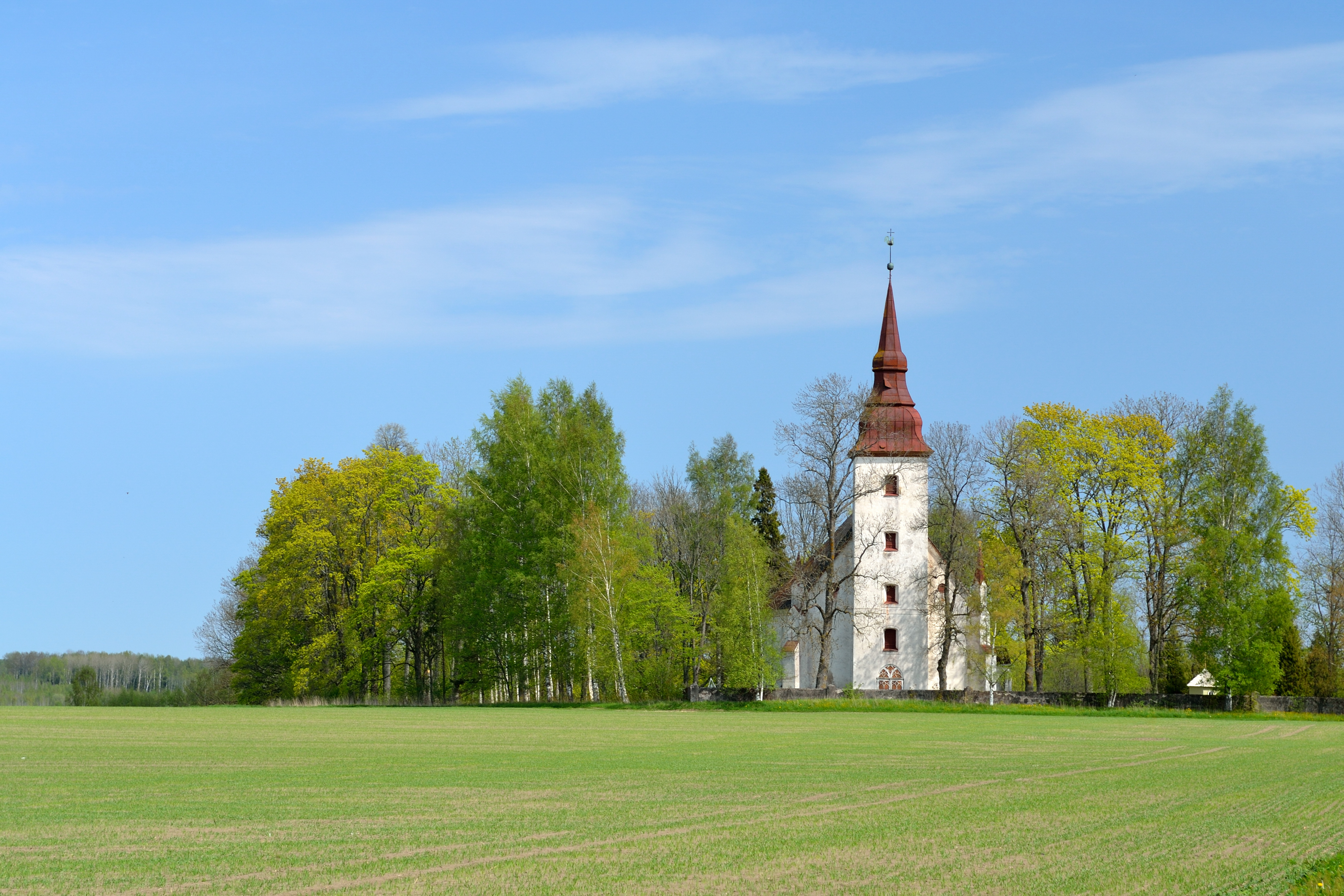
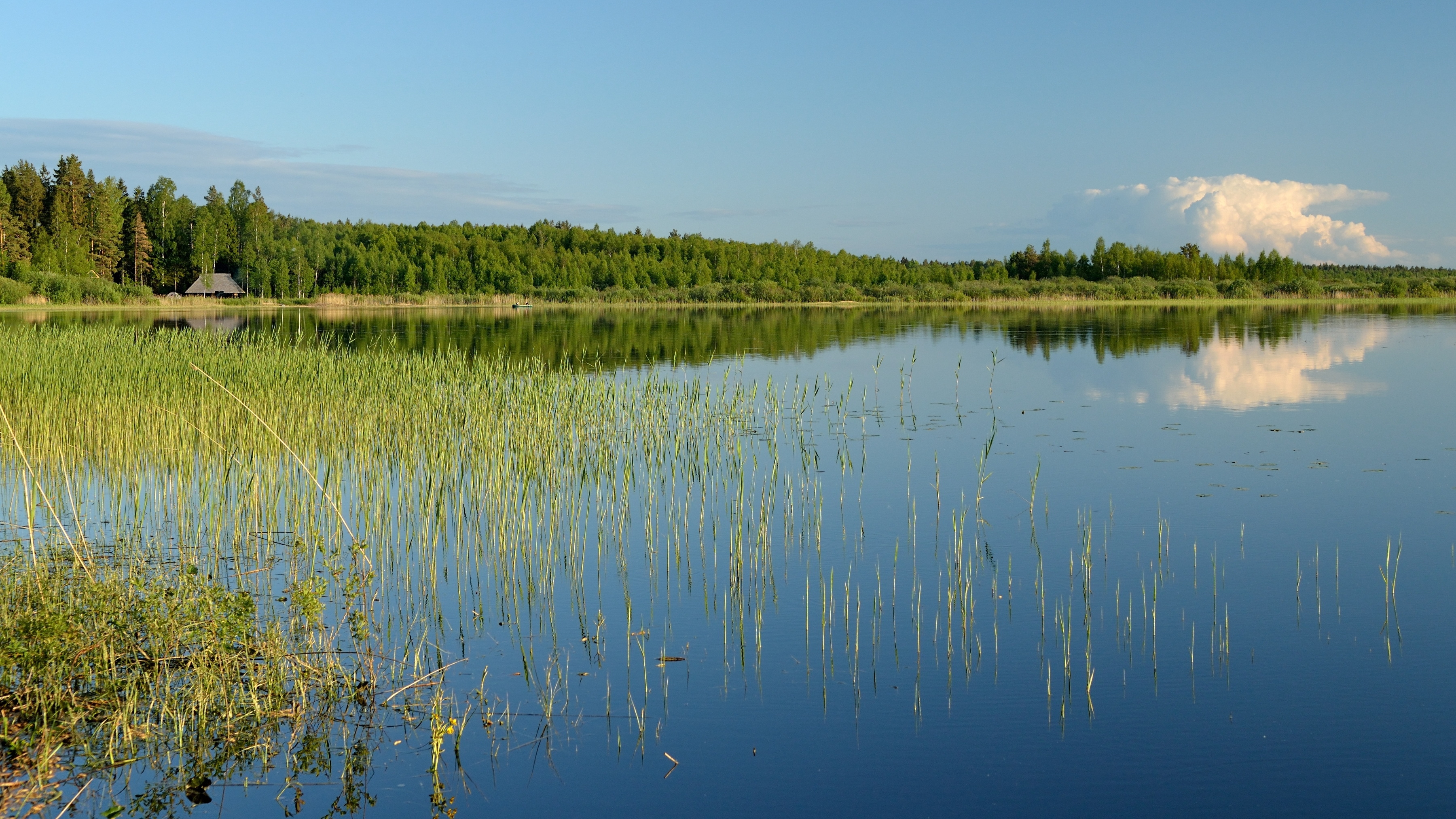

Municipis urbans:
- Jõgeva
- Mustvee
- Põltsamaa

Municipis rurals:
- Jõgeva
- Kasepää
- Pajusi
- Pala (Estònia)
- Palamuse
- Puurmani
- Põltsamaa
- Saare
- Tabivere
- Torma